# Томара, Степан Васильевич
Степан Васильевич Томара (2 сентября 1719 — ок. 6 июня 1794) — бунчуковый товарищ, коллежский советник (единственный из казацкой старшины, награждённый этим чином за службу графом П. А. Румянцевым-Задунайским), представитель (депутат) дворянского собрания Переяславского уезда. Служил комиссаром в Генеральной счётной комиссии, а также в Киевской пограничной комиссии с Польшей. Участник Хотинского похода (1739).
Отец дипломата Василия Томары, а также секунд-майоров Павла и Михаила Томар.
Получил широкую известность как крупный землевладелец, «один из богатейших малороссийских помещиков», а также благодаря конфликту с философом Григорием Сковородой.

## Биография
Степан Васильевич Томара родился в 1719 году в семье зажиточного казака Василия Степановича Томары (1694—1736) и был назван в честь своего деда. Род Томары имел греческие корни и принадлежал к казацкой старшине, оставшейся верной Петру Великому в Северной войне и принявшей участие в Полтавской битве на стороне царя. От отца Степан Томара унаследовал имение Коврай (ныне — село Коврай) близ города Золотоноша. Ныне на территории бывшего имения сохранился «парк помещика Томары».
Весной или осенью 1753 года Степан Томара пригласил философа и педагога Григория Сковороду работать домашним учителем у себя в имении. Сковороду направил в Коврай митрополит Тимофей Щербацкий. Договор, по которому семилетний сын помещика Василий был доверен Сковороде «в присмотр и обучение», был заключен на один год. Сковорода покинул имение Томары до завершения контракта. Причиной послужил личный конфликт между помещиком и философом. М. И. Коваленский утверждал, что несмотря на достойную оплату, Томара стремился подчёркивать своё превосходство над философом, а жена Степана Томары — Анна Васильевна Кочубей — не считала Сковороду достойным наставником для сына. Впоследствии Сковороду обманным путём вновь привезли в имение Томары, где он прожил до 1758 года. Оказавшись в имении Степана Томары во второй раз Сковорода составил сборник душеполезных стихов «Сад божественных песней».
В исследовательской литературе нет единого мнения о причинах, по которым Томара захотел вернуть Сковороду в Коврай. Предположительно, Степан Томара изменил своё мнение о философе в связи с привязанностью сына к учителю. Известно, что Степан Томара любил и поддерживал Василия. Из письма дипломата Василия Томары известно, что его отец однажды заложил деревню, чтобы помочь сыну, находившемуся в сложном финансовом положении в Мессине.
Согласно ревизии от 31 августа 1767 года, составленной в рамках Румянцевской описи Малороссии, Степан Томара владел многочисленными крепостными, среди них в Коврае на момент описи было 364 мужчин и 338 женщин, а также 79 стариков и лиц, неспособных к работе. Из завещания Степана Томары от 20 января 1793 года известно, что ему принадлежали многочисленные сёла и хутора, а также тысячи крепостных. В общей сложности в принадлежавших ему слободах и хуторах числилось около двух с половиной тысяч крестьянских душ. Все земли и крепостных Томара завещал своим сыновьям: старшему Василию, а также Павлу и Михаилу, последние состояли в офицерском чине секунд-майоров.